# Exeter
Exeter è un distretto inglese di 126 156 abitanti.
Exeter (AFI: /ˈɛksɪtər/) è una città del Regno Unito, capoluogo della contea inglese del Devon.
Anticamente compresa nella Isca Dumnoniorum, è chiamata in cornico Karesk e in gallese Caerwysg.
Semidistrutta dai bombardamenti nazisti durante la seconda guerra mondiale, conserva numerose testimonianze di tutta la storia inglese.
Il principale monumento che ospita è la sua cattedrale, che le conferisce di diritto il titolo di città.

## Storia
La città fu fondata dai Romani con il nome di Isca Dumnoniorum nel 50 dopo Cristo. Si trattava della fortezza romana più occidentale in Britannia. Durante il periodo sassone la città (Exanceaster) fu oggetto di diversi attacchi da parte dei Vichinghi che la conquistarono brevemente in due occasioni, nell'876 e nel 1001. Fu contro un discendente dei vichinghi, il normanno Guglielmo il Conquistatore, che Exeter si ribellò nel 1067. Guglielmo prontamente mise la città sotto assedio che si arrese dopo soli 18 giorni. La città è ricordata nella storia inglese per il grande contributo di navi che diede per sconfiggere l'Invincibile Armata nel 1588. Il motto stesso della città, Semper Fidelis, deriva da quel periodo.
Successivamente, e sino alla fine della Guerra civile inglese, Exeter fu una città assai florida grazie al commercio della lana. All'inizio della Rivoluzione industriale poteva contare sull'energia prodotta dal suo fiume. Successivamente, tuttavia, quando la forza vapore sostituì l'acqua come forza propulsiva nel XIX secolo Exeter si trovò a essere troppo lontana dai rifornimenti di carbone. Per questo motivo la città ebbe un periodo di declino significativo. Ciò nonostante fu aperto un nuovo porto a Topsham, più vicino al mare. Con l'arrivo del treno che la collegava prima a Bristol, poi a Plymouth e a Londra, la città riprese il suo sviluppo.

## Monumenti e luoghi d'interesse
La cattedrale di Exeter, il monumento più importante della città, uscì gravemente danneggiata dai bombardamenti della seconda guerra mondiale. La cattedrale ha una architettura gotica del XIII secolo. All'interno c'è una imponente successione di volte gotiche, la più lunga del mondo. Di notevole interesse altre opere come la Ministrel Gallery, il Great Screen, il Bishop's Throne e la Lady Chapel.
La Cathedral Close, o cerchia della cattedrale, ospita abitazioni medievali, la Mol's Coffee House, la piccola chiesa di St. Martin e la Ship Inn, locanda storica, dove si fermava spesso l'ammiraglio/pirata Francis Drake che era originario del Devon. Nelle vicinanze, troviamo il centro della città, con il quartiere di Princesshay e di High Street; qui c'è il Guildhall, o municipio, la chiesetta di St. Pancras, la più antica della città e l'abbazia benedettina St. Nicolas Priory, del 1080, gravemente danneggiata.
Il Royal Albert Memorial Museum & Art Gallery, contiene l'intera storia della città e dell'arte del Devon tra il XVIII ed il XIX secolo, ed il Maritime Museum, con le imbarcazioni storiche di tutto il mondo.

## Infrastrutture e trasporti

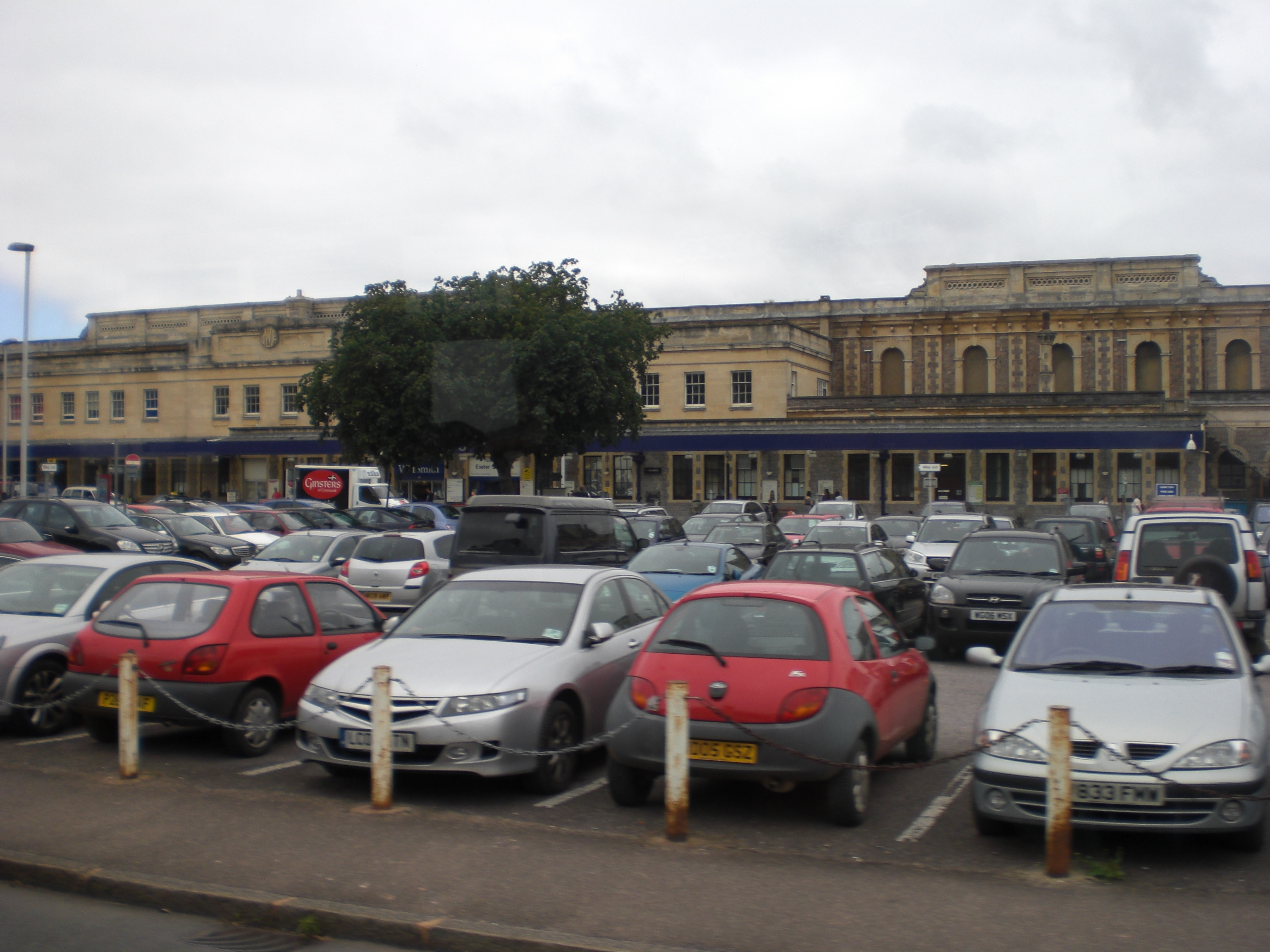
La stazione ferroviaria di "Exeter St. David's", la più importante della città del Devon.

L'autostrada M5 collega Exeter con Taunton, Bristol, Birmingham; da Bristol poi vi è l'intersezione con l'M4, che collega Londra al Galles. L'A30 permette un collegamento più rapido tra la capitale inglese ed Exeter, mentre l'A38 collega quest'ultima con Plymouth e la Cornovaglia meridionale.
Attraverso la stazione di Exeter Central e la stazione di Exeter St Davids due linee ferroviarie connettono Exeter con il resto dell'Inghilterra, la più veloce è la linea che partendo dalla stazione Paddington di Londra raggiunge il capoluogo del Devon via Reading e Taunton, da questa si stacca presso Bristol la Cross Country Route che collega il Nord con il Sud dell'Inghilterra; la seconda, più lenta parte dalla stazione londinese di Waterloo e attraverso Basingstoke e Salisbury raggiunge Exeter.
Da Exeter partono, inoltre, alcune linee minori per Exmouth, Paignton e Barnstaple. Ad est del centro di Exeter è presente l'omonimo aeroporto, ex base della Royal Air Force, sul quale operano diverse compagnie aeree passeggeri e cargo con rotte nazionali ed internazionali.

## Clima
| Exeter              | Mesi | Mesi | Mesi | Mesi | Mesi | Mesi | Mesi | Mesi | Mesi | Mesi | Mesi | Mesi | Stagioni | Stagioni | Stagioni | Stagioni | Anno |
| Exeter              | Gen  | Feb  | Mar  | Apr  | Mag  | Giu  | Lug  | Ago  | Set  | Ott  | Nov  | Dic  | Inv      | Pri      | Est      | Aut      | Anno |
| ------------------- | ---- | ---- | ---- | ---- | ---- | ---- | ---- | ---- | ---- | ---- | ---- | ---- | -------- | -------- | -------- | -------- | ---- |
| T. max. media (°C)  | 6,4  | 7,3  | 9,0  | 12,2 | 14,9 | 18,4 | 20,1 | 19,3 | 16,7 | 13,2 | 9,6  | 7,5  | 7,1      | 12,0     | 19,3     | 13,2     | 12,9 |
| T. min. media (°C)  | 1,4  | 2,0  | 2,9  | 5,2  | 7,6  | 11,1 | 12,8 | 12,1 | 10,1 | 7,3  | 4,0  | 2,3  | 1,9      | 5,2      | 12,0     | 7,1      | 6,6  |
| Precipitazioni (mm) | 101  | 77   | 70   | 54   | 60   | 52   | 53   | 65   | 72   | 87   | 90   | 100  | 278      | 184      | 170      | 249      | 881  |

## Amministrazione

### Gemellaggi
- Rennes
- Bad Homburg vor der Höhe
- Jaroslavl'
- Terracina